# Энергетический кризис (1979)

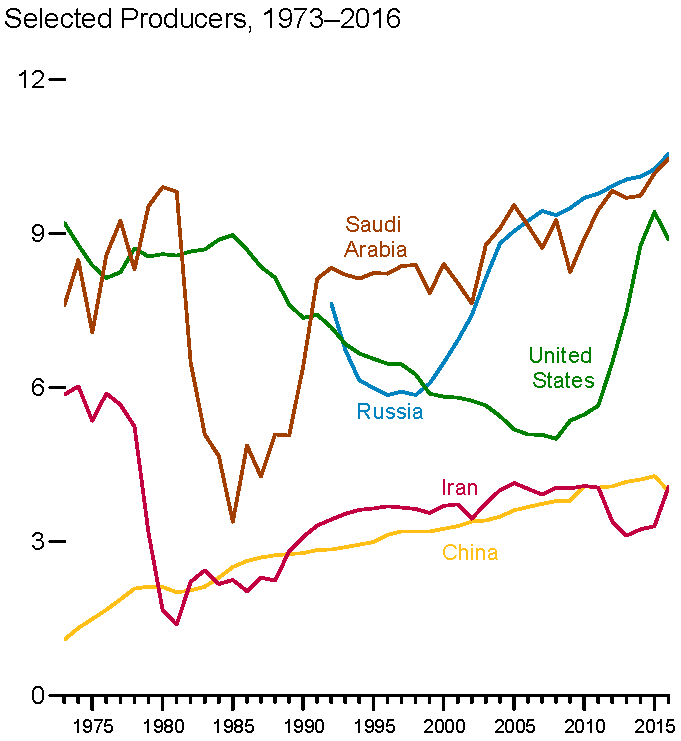
Нефтедобыча в некоторых странах (в миллионах баррелей в день)

Нефтяной кризис 1979 года произошёл, когда Западный мир (особенно Соединённые Штаты Америки, Канада, Западная Европа, Австралия и Новая Зеландия) столкнулся со значительным дефицитом нефти, а также с повышением цен. Двумя наихудшими кризисами этого периода были нефтяной кризис 1973 года и энергетический кризис 1979 года, когда, соответственно, война Судного дня и Иранская революция вызвали перебои в экспорте ближневосточной нефти. Кризис начал разворачиваться, когда добыча нефти в Соединенных Штатах и некоторых других частях мира достигла своего пика в конце 1960-х и начале 1970-х годов. Мировая добыча нефти на душу населения начала долгосрочное снижение после 1979 года. Нефтяные кризисы вызвали первый сдвиг в сторону энергосбережения (в частности, технологии экономии ископаемого топлива).
Крупнейшие промышленные центры мира были вынуждены бороться с обостряющимися проблемами, связанными с поставками нефти. Западные страны полагались на ресурсы стран Ближнего Востока и других частей мира. Кризис привел к застою экономического роста во многих странах из-за резкого роста цен на нефть. Несмотря на то, что существовали подлинные опасения по поводу предложения, отчасти рост цен был вызван ощущением кризиса. Сочетание застойного экономического роста и инфляции цен в эту эпоху привело к появлению термина «стагфляция». К 1980-м годам как рецессии 1970-х годов, так и изменения в местной экономике, направленные на повышение эффективности использования нефти, в достаточной степени контролировали спрос, чтобы цены на нефть во всем мире вернулись к более устойчивым уровням.
Этот период не был одинаково негативным для всех экономик. Богатые нефтью страны Ближнего Востока выиграли от роста цен и замедления добычи в других регионах мира. Некоторые другие страны, такие как Норвегия, Мексика и Венесуэла, также получили выгоду. В Соединенных Штатах Техас и Аляска, а также некоторые другие нефтедобывающие районы пережили серьёзный экономический бум из-за резкого роста цен на нефть, в то время как большая часть мира платили большие деньги за нефть и перерабатывали её.